# Pleurocystyda
Pleurocystydy, zwane też cystydami facjalnymi (łac. l. poj.pleurocystidium, l.mn. pleurocystidia, ang. pleurocystids) – rodzaj cystyd występujący na bocznych ścianach blaszek u grzybów. U niektórych gatunków zdarzają się także na ścianach rurek.
Pleurocystydy mogą mieć różnorodny kształt; bywają wrzecionowate, maczugowate, butelkowate, workowate, na szczycie czasami posiadają różnego rodzaju wyrostki. Mogą być bezbarwne (hialinowe), lub barwne, gdy w środku zawierają pigment. Odgrywają dużą rolę przy mikroskopowym oznaczaniu niektórych gatunków grzybów.
Na ostrzach blaszek występuje także drugi rodzaj cystyd – cheilocystydy. Są zazwyczaj bardziej liczne i łatwe do zaobserwowania. Pleurocystydy nie tylko, że są mniej liczne, ale i często trudne do znalezienia. Zwykle aby je znaleźć trzeba wykonać mikroskopijny przekrój blaszki.

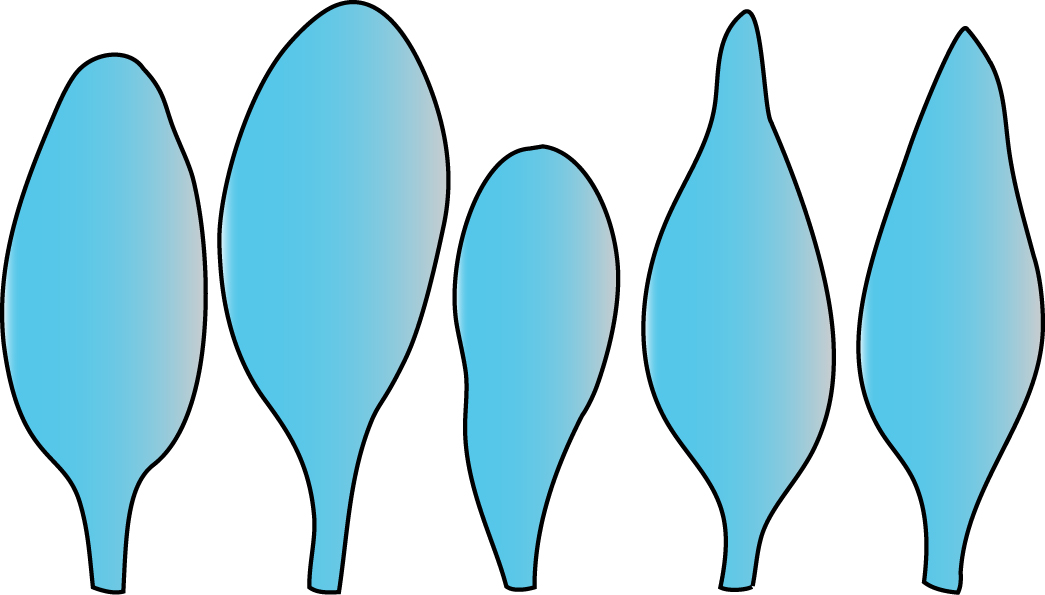
Pleurocystydy u pochwiaka okazałego
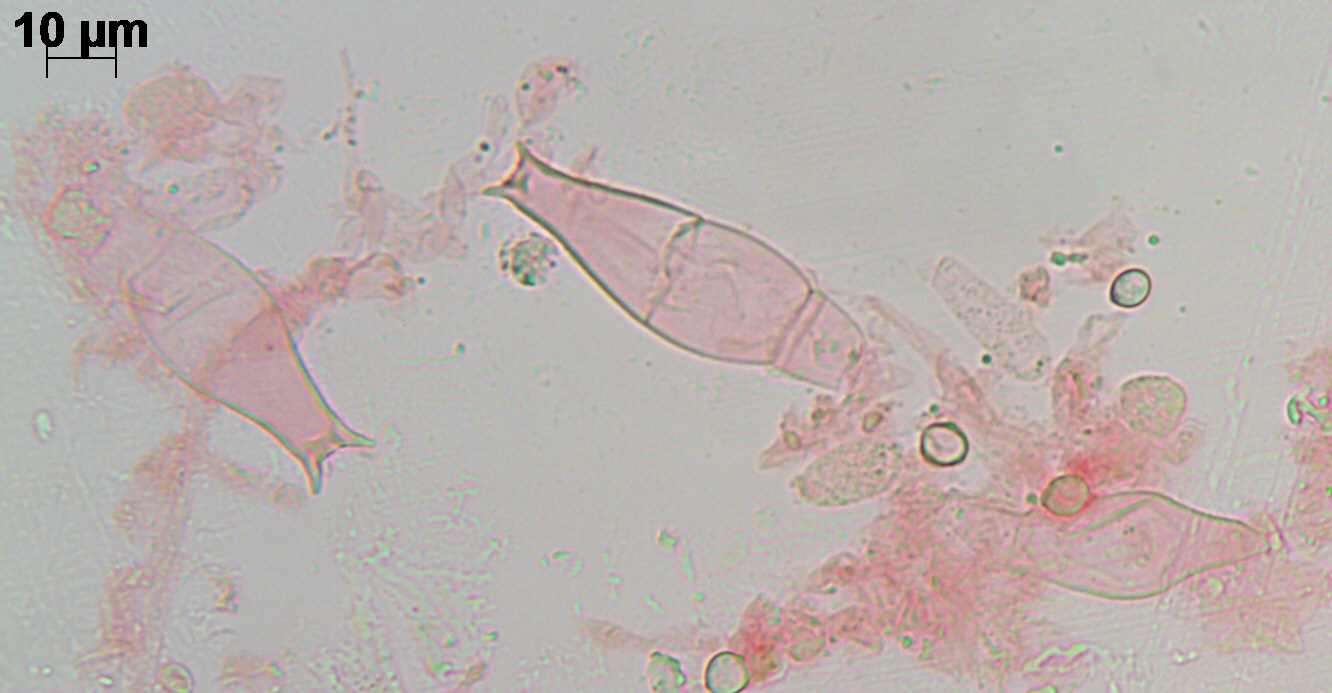
Pleurocystydy u Pluteus hibbettii
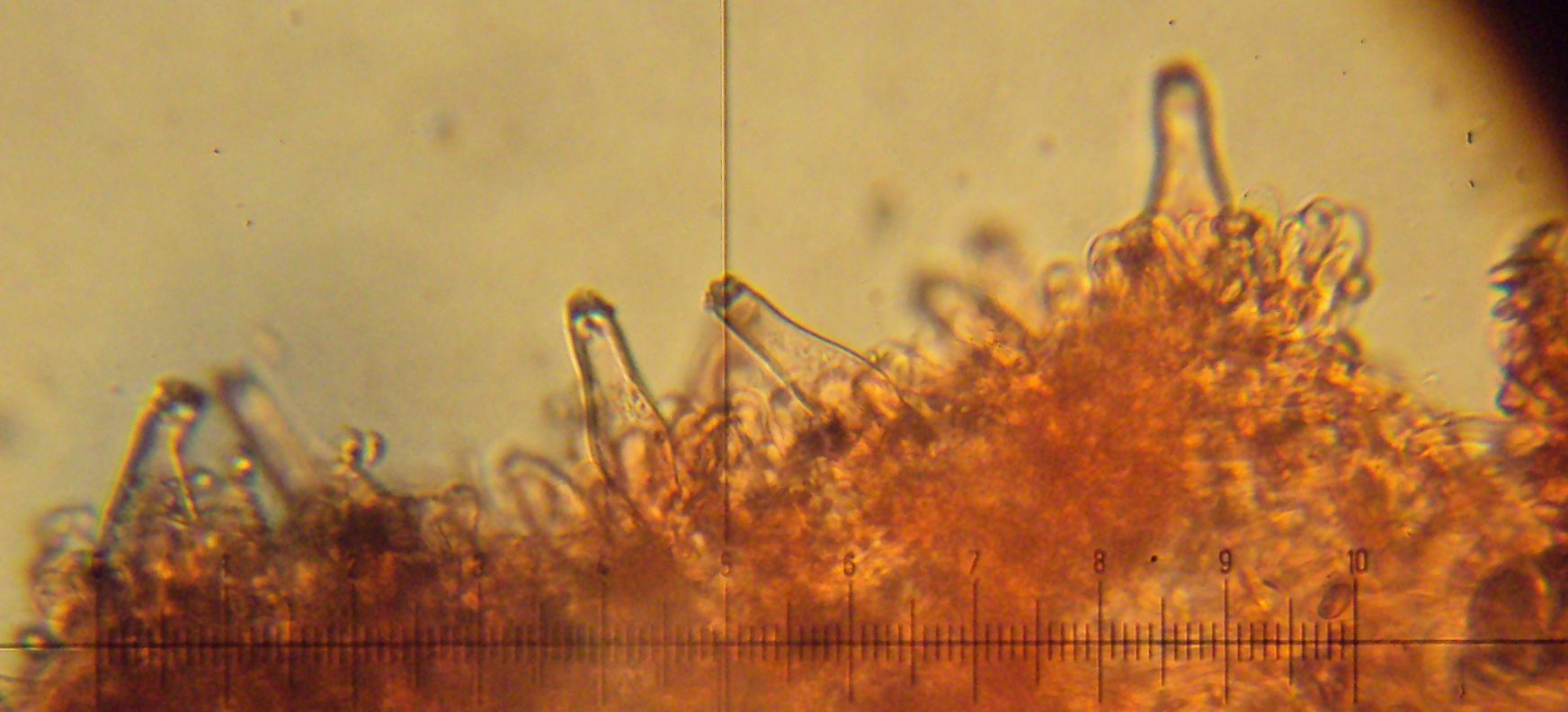
Pleurocystydy u strzępiaka ziemistoblaszkowego
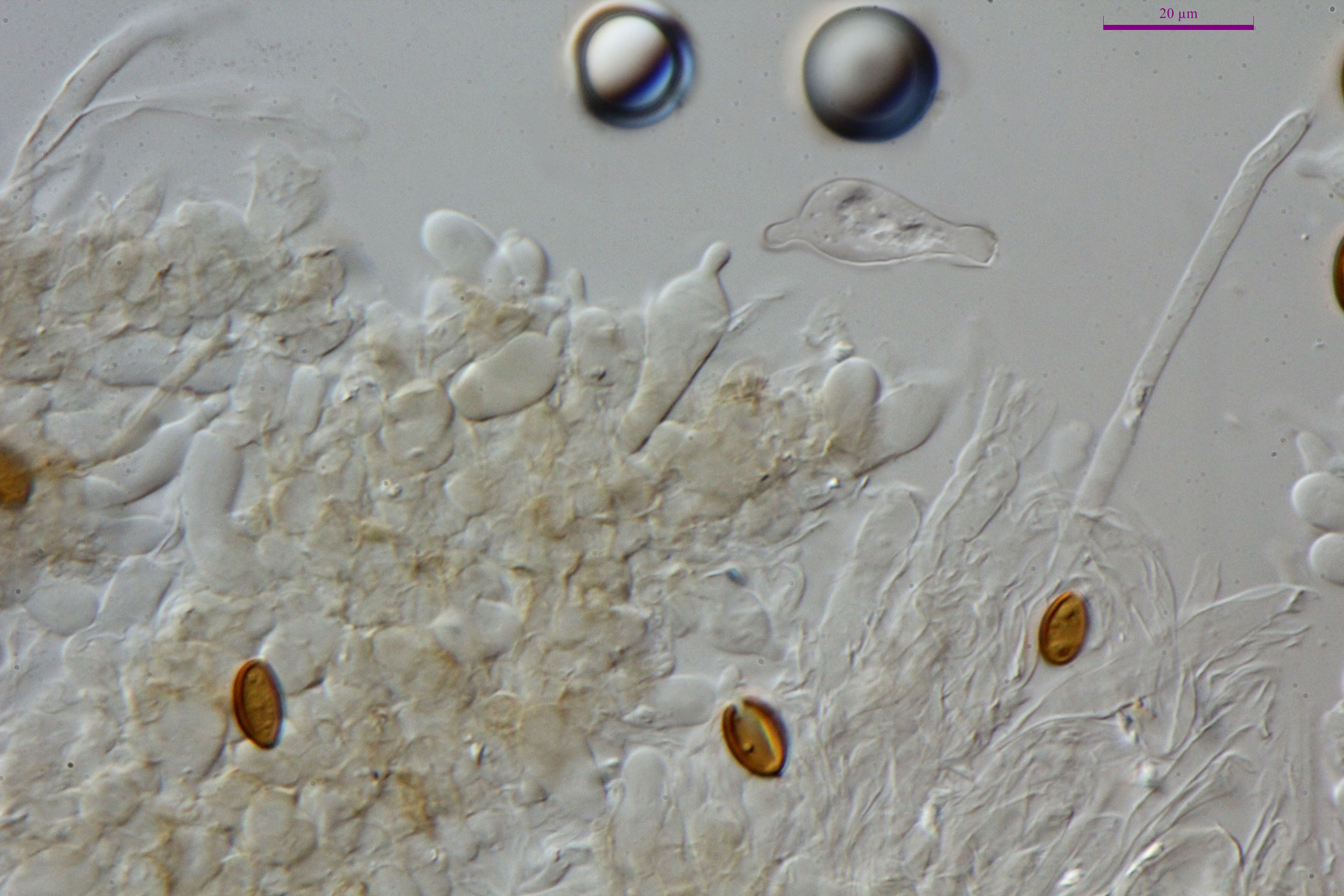
Pleurocystydy u Psilocybe subaeruginosa